# Danny Rolling

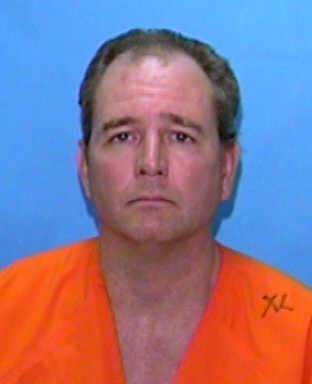
Daniel Rolling

Daniel „Danny“ Harold Rolling (geboren 26. Mai 1954 in Shreveport, Louisiana; gestorben 25. Oktober 2006 in Bradford County, Florida) war ein US-amerikanischer Serienmörder, der als Gainesville Ripper bekannt wurde. Er tötete im August 1990 innerhalb weniger Tage fünf Studentinnen und einen Studenten in Florida, zudem gestand er die Ermordung einer dreiköpfigen Familie aus Louisiana. 2006 wurde er im Staatsgefängnis von Florida mit der Giftspritze hingerichtet.

## Leben
Daniel Rolling wurde am 26. Mai 1954 in Shreveport als erstes Kind von Claudia (1932–1995) und James Rolling (1931–2012) geboren, am 15. August 1955 kam sein Bruder Kevin zur Welt. Wie sich später vor Gericht herausstellte, war James ein sehr gewalttätiger und herrschsüchtiger Vater, der nie Kinder haben wollte. Er schlug seine Frau und seine Kinder regelmäßig, band sie oftmals im Haus fest und erlaubte ihnen keine Geburtstagsfeiern oder Ferien. Als Danny im Alter von fünf Jahren einen Welpen mit nach Hause nahm, wurde dieser von seinem Vater getötet. Claudia verließ mit den Kindern zwar mehrmals ihren Mann, kehrte jedoch immer wieder zu ihm zurück. Als Danny elf Jahre alt war, erlebte er einen Selbstmordversuch seiner Mutter. Diese hatte sich im Badezimmer die Pulsadern aufgeschnitten, konnte jedoch gerettet werden. Bereits zu dieser frühen Zeit beging er erste Diebstähle und wurde alkoholabhängig. Seine ersten Gefängnisaufenthalte hatte er mit 12, 16 und 17 Jahren wegen Trunkenheit.
Im Juni 1971 trat er im Alter von 17 Jahren in die U.S. Air Force ein, nachdem er zuvor bei der U.S. Navy abgelehnt worden war. Doch bereits 1972 wurde er wegen Drogenvergehen und Befehlsverweigerung entlassen, worauf er zu seinem Großvater nach Shreveport zog und sich der Pfingstbewegung anschloss. Im Juni 1974 heiratete er eine Frau, die er in der Kirche kennengelernt hatte, und bekam mit ihr eine Tochter. Rolling begann jedoch wieder mit dem Alkohol- und Drogenkonsum, zudem ging er immer seltener einer Arbeit nach, weshalb sich seine Frau 1977 von ihm scheiden ließ. Rolling vergewaltigte kurz danach eine Frau und war in einen Verkehrsunfall verwickelt, bei dem ein Mensch ums Leben kam.
In den folgenden Jahren verübte er eine Reihe bewaffneter Raubüberfälle, Einbrüche und Diebstähle in den Bundesstaaten Florida, Mississippi, Georgia und Alabama. Er war insgesamt rund acht Jahre inhaftiert und wurde im Juli 1988 auf Bewährung entlassen. Am 4. November 1989 wurde er von seiner Arbeitsstelle entlassen, da er mehrere Tage unentschuldigt ferngeblieben war. Im Mai 1990 schoss er im Streit seinen Vater nieder, flüchtete und beging in den folgenden Wochen mehrere Einbruchsdiebstähle und Raubüberfälle. Bei einem Einbruch im Juni erbeutete er zwei Handfeuerwaffen und die Ausweise eines Bewohners, dessen Identität er anschließend anzunehmen versuchte.

## Gainesville-Morde
Am 24. August 1990 drang Rolling in ein unversperrtes Zimmer der Williamsburg Village Apartments ein und traf dort auf die 18-jährige Sonja Larson aus Deerfield Beach und die 17-jährige Christina Powell aus Jacksonville. Beide Frauen studierten an der University of Florida in Gainesville. Rolling fesselte die schlafenden Frauen, vergewaltigte sie, tötete sie mit einem Messer und verstümmelte die Leichen. Bereits am nächsten Tag drang er in der 24th Avenue in ein weiteres Apartment ein, wo er die 18-jährige Christa Hoyt vergewaltigte, erstach und ebenfalls verstümmelte. Hoyt besuchte das Santa Fe College in Gainesville und arbeitete als Schreibkraft im Sheriff-Büro von Alachua County.
Da die Eltern von Powell seit zwei Tagen nichts mehr von ihrer Tochter gehört hatten, baten sie am 26. August einen Polizisten nach dem Rechten zu sehen. Dieser fand die Leichen von Christina Powell und Sonja Larson in ihren Betten. Larsons Leichnam wies mindestens 19 Stichverletzungen im Bereich der Arme, des Oberkörpers und der Oberschenkel auf. Powell starb durch fünf Messerstiche in den Rücken. Noch während der erste Tatort untersucht wurde, fanden Beamte des Sheriff-Büros den Leichnam von Christa Hoyt, die an jenem Tag nicht zur Arbeit erschienen war und nicht auf Anrufe reagiert hatte. Rolling hatte auch sie ermordet.
Am 27. August drang Rolling in ein Zimmer in den Gatorwood Apartments ein und tötete den 23-jährigen, schlafenden Manuel Taboada aus Carol City mit 31 Messerstichen. Danach stürzte er sich auf die ebenfalls anwesende, gleichaltrige Tracy Paules aus Miami, vergewaltigte sie und tötete auch sie mit Messerstichen. Die bereits vermissten Studenten der University of Florida wurden von einem Hausmeister entdeckt, der von Freunden der Opfer um Nachschau gebeten wurde.
Die brutalen Morde an fünf jungen Studenten innerhalb weniger Tage sorgten für eine Panik in Gainesville; etwa 700 Studierende verließen die Stadt und kehrten nicht mehr zurück.

## Verhaftung und Aufklärung der Morde
Danny Rolling wurde am 8. September 1990 nach einem bewaffneten Raubüberfall in Ocala verhaftet und anfangs nur für seine zahlreichen Raubüberfälle angeklagt. Die aufgrund der Morde gegründete Task Force untersuchte in jener Zeit sämtliche Verbrechen in der Gegend und somit auch die Taten von Danny Rolling. An einem von ihm benutzten Lagerplatz im Wald, unweit des Tatortes von Christa Hoyt, konnten Gegenstände aufgefunden werden, die Rolling später mit den fünf Morden in Verbindung brachten. So wurde ein Schraubendreher sichergestellt, der nach Laboruntersuchungen in 17 Punkten mit den Einbruchsspuren an den Tatorten übereinstimmte. In einem Staubsauger konnte ein Haar aufgefunden werden, das nach DNA-Untersuchungen dem Mordopfer Christa Hoyt zugeordnet werden konnte, ferner eine Hose mit Blutspuren des Mordopfers Manuel Taboada und ein Zahlungsbeleg für ein Kampfmesser vom Typ KA-BAR, das als Tatwaffe in Frage kam. Aufgrund dieser Indizien wurden DNA-Proben von Danny Rolling angefordert, die schließlich mit den DNA-Spuren an allen drei Tatorten übereinstimmten.
Während die Task Force mit der Beweissicherung beschäftigt war, wurde Rolling für seine Raubüberfälle angeklagt und bis Oktober 1991 zu viermal lebenslanger Freiheitsstrafe verurteilt. Im Mai 1992 wurde er in die psychiatrische Abteilung des Florida State Prison überstellt, im Februar 1994 begann sein Prozess zu den fünf Gainesville-Morden. Rolling plädierte auf schuldig in allen Anklagepunkten und wurde am 20. April 1994 zum Tode verurteilt.
In diesem Strafprozess zeigte sich Rolling reumütig, gestand die Morde ein und meinte, er würde gern die Uhren vor den August 1990 zurückstellen: „Aber ich bin nicht der Hüter der Zeit, sondern nur ein kleiner Teil der Geschichte und ein Überbleibsel des Sündenfalls der Menschheit“, zitierte ihn die Washington Post am 30. März 1994. Rollings Mutter bot damals an, sich anstelle ihres Sohnes auf dem elektrischen Stuhl hinrichten zu lassen, weil Danny ein Produkt schweren Missbrauchs in der Familie gewesen sei: „Nehmt lieber mich, ich bin diejenige, die an ihm versagt hat und ihn zum Versagen brachte.“

## Shreveport-Morde
Aufgrund der Ähnlichkeit der Verbrechen brachte die Polizei Rolling auch mit einem Dreifachmord an einer Familie aus Shreveport in Verbindung, der sich am 4. November 1989, dem Tag von Rollings Kündigung, ereignet hatte. Dabei wurden der 55-jährige Tom Grissom, dessen 24-jährige Tochter Julie und deren 8-jähriger Neffe Sean erstochen. Die Leichen wurden zwei Tage später entdeckt. Auch hier galt die Aufmerksamkeit des Täters nur dem weiblichen Opfer Julie, das ebenfalls verstümmelt und nackt in nahezu identischer Pose wie das Mordopfer Sonja Larson zur Schau gestellt worden war. Zu jener Zeit steckte die DNA-Analyse noch in den Kinderschuhen, weshalb keine brauchbaren Beweise mehr gesichert werden konnten. Rolling wurde zwar nie für das Verbrechen angeklagt, verfasste jedoch Stunden vor seiner Hinrichtung ein schriftliches Geständnis, in dem er sich zu den drei Morden bekannte. Unter den Zeugen seiner Hinrichtung befanden sich auch Angehörige der Familie Grissom.

## Hinrichtung
Am 25. Oktober 2006 wurde Danny Rolling im Staatsgefängnis von Florida mit der Giftspritze hingerichtet. Als man ihn fragte, ob er noch letzte Worte sprechen wolle, begann er ein Lied zu singen, das wie ein Choral in einer Kirche klang. Aus Rücksicht auf die Angehörigen der Opfer, die der Exekution beiwohnten, wurden die Lautsprecher abgestellt. Es war die 63. Exekution in Florida seit Wiedereinführung der Todesstrafe im Jahr 1976.

## Rezeption
- Das Drehbuch von Kevin Williamson zum Horrorfilm Scream basiert teilweise auf den Gainesville-Morden.[1]
- Die Morde dienten zudem als Vorlage für den 2010 produzierten Horrorfilm The Gainesville Ripper von Josh Townsend, der mit einem geschätzten Budget von 750.000 Dollar in Florida gedreht wurde.[2]
- Die Autorin Sondra London besuchte Danny Rolling im Gefängnis und schrieb basierend auf den Gesprächen mit ihm das Buch The Making of a Serial Killer: The Real Story of the Gainesville Student Murders in the Killer's Own Words.[3]
- Ein weiteres Buch zu dem Fall erschien von Mary Ryzuk unter dem Titel The Gainesville Ripper.[4]
- Der verurteilte Mörder Robert Fieldmore Lewis war einer der Mithäftlinge von Danny Rolling. Für die Preisgabe ihm von Rolling anvertrauter Informationen über die Verbrechen erhielt Lewis Hafterleichterungen.
- Danny Rolling wird mehrfach in der Episode Nicht noch einmal der True-Crime-Serie Es war Mord! erwähnt. Sieben Jahre nach dem Mord an Sonja Larson wurde die Ehefrau von Larsons Bruder ebenfalls ermordet.[5] John Steven Huggins wurde für den Mord zum Tode verurteilt.[6]